# Паршина, Валентина Романовна
Валенти́на Рома́новна Па́ршина (16 марта 1937, Масляково, Ленинградская область — 21 декабря 2020) — советский передовик сельскохозяйственного производства, Герой Социалистического Труда (1978).

## Биография
Валентина Романовна Паршина родилась 16 марта 1937 года в крестьянской семье в деревне Масляково Дрегельского района Ленинградской области, ныне деревня входит в Неболчское сельское поселение Любытинского района Новгородской области. Родители — Роман Захарович и Анастасия Дмитриевна. 
Выросла Валентина в райцентре — селе Неболчи. Во время Великой Отечественной войны отец воевал в партизанском отряде, был тяжело ранен. После войны возглавил местный колхоз. По его совету Валентина после школы решила стать агрономом и отправилась учиться в Ленинград. Поступив в Ленинградский сельскохозяйственный институт, окончила его плодоовощной факультет в 1959 году.
С 21 декабря 1959 года и до самой пенсии она работала овощеводом в ордена Ленина совхозе «Детскосельский», земли которого располагались в Тосненском районе Ленинградской области. Директор совхоза Иван Сергеевич Шинкарёв сразу же назначил молодого специалиста-овощевода на должность бригадира. На рубеже 1950—1960-х годов тепличное хозяйство было невелико, и приобретать практические навыки в выращивании рассады и овощей приходилось в условиях быстрорастущего производства. За пять недолгих лет на месте парников вырос агрогородок под плёнкой, а бригада Валентины Романовны стала сдавать государству порядка 5 миллионов штук рассады и 900 тонн ранней овощной продукции.
В 1971 году её трудовые успехи были отмечены орденом Трудового Красного Знамени.
За высокие производственные показатели и досрочное выполнение пятилетнего плана бригадиру овощеводов В. Р. Паршиной Указом Президиума Верховного Совета СССР от 24 февраля 1978 года присвоено звание Героя Социалистического Труда с вручением ордена Ленина и золотой медали «Серп и Молот».
Член КПСС с 1965 года. В. Р. Паршина была депутатом Совета Союза Верховного Совета СССР 10—11-го созывов (1979—1989) от Ленинградской области, делегатом XXV, XXVI и XXVII съездов КПСС. В 1981—1989 годах избиралась кандидатом в члены ЦК КПСС, в 1989—1990 годах была членом ЦК КПСС.
С 2001 года В. Р. Паршина на пенсии. В 2002 году удостоена звания «Почётный гражданин Ленинградской области». Член консультативного совета ветеранов при губернаторе Ленинградской области.
Проживала в городе Пушкине Пушкинского района Санкт-Петербурга.
Валентина Романовна Паршина умерла 21 декабря 2020 года.

## Награды
- Герой Социалистического Труда, 29 февраля 1978 года
  - Орден Ленина № 429835
  - Медаль «Серп и Молот» № 19026
- Орден Ленина , 11 декабря 1973 года
- Орден Октябрьской Революции, 16 марта 1987 года
- Орден Трудового Красного Знамени, 8 апреля 1971 года
- Почётный гражданин Ленинградской области, 2002 год

## Семья
Муж — Борис Алексеевич Паршин. Трое детей: две дочери (Татьяна и ?) и сын Алексей.